# Panisea
Panisea là một chi thực vật thuộc họ Orchidaceae. Chi này có các loài sau (tuy nhiên danh sách này có thể chưa đủ):

## Danh sách loài
- Panisea yunnanensis, S.C.Chen & Z.H.Tsi: Khúc thần lan Vân Nam

## Hình ảnh